# ジャン＝クロード・オリビエ
ジャン＝クロード・オリビエ（Jean-Claude Olivier、1945年2月27日 - 2013年1月12日）は、フランスのモータースポーツ関係者。愛称はイニシャルのJCO。
ヤマハ・モーター・フランス（YMF）の社長を長年にわたり務め、二輪のロードレースや耐久レース、モトクロス、ラリーレイドで数々の成功を収めた。パリ-ダカール・ラリー（現ダカール・ラリー）では1985年にライダーとして2位入賞しただけでなく、チームマネージャーとして彼の弟子を6度優勝させた伝説的人物である。

## 経歴
1945年、ベルギーとの国境に近いフランス北部のクロワで生まれた。学校と兵役の後、1965年に主にポルシェを輸入・販売していたソノート (Sonauto) というディーラーに就職した。その会社で立ち上げられたばかりの二輪車部門において、何かしらひとつ日本の二輪車銘柄（ブランド）を輸入・販売し、またその販売網を構築する、という仕事を任され、当時のフランスでは知られていなかった"Yamaha"という名の二輪車を扱うことになった。こうして1966年、21歳のときにYamahaの4つのモデル（50cc、80cc、125cc、250cc）の販売を行った。最初の年に28店舗を開設し、177台を売り上げた。翌年以降も330台、550台、と販売台数を順調に伸ばし、1969年には1000台を越える販売を達成した。業績が好調に伸びるとともにヤマハとの関係も深まった。
1970年代以降、オリビエは「ソノート・ヤマハ」チームの指揮を執り、ロードレース世界選手権 (WGP) やFIM世界耐久選手権、モトクロス世界選手権 (MXGP) などで活躍。パトリック・ポンス、クリスチャン・サロン（1984年WGP250ccクラスチャンピオン）、ジャッキー・ビモン（1986年MXGP250ccクラスチャンピオン）らを輩出した。

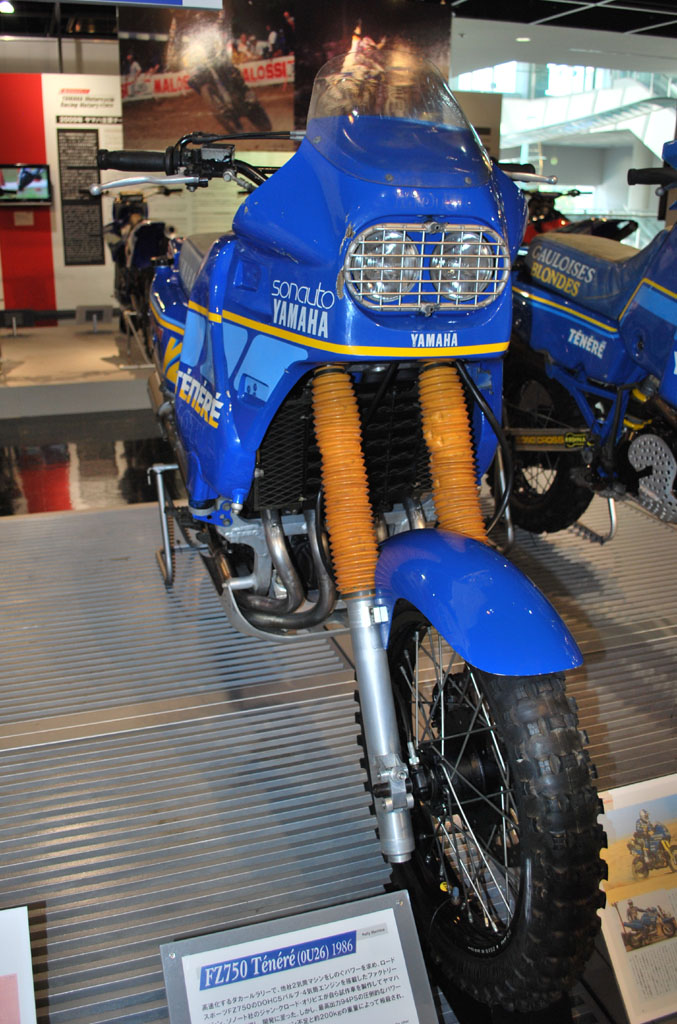
ジャン＝クロード・オリビエが1986年のパリダカで乗ったFZ750テネレ

パリ・ダカでは1979年の第一回大会よりライダー兼チーム監督として参戦。1985年にはXT600テネレに乗り、1位のガストン・ライエの直後に2位でゴールした。高速化の流れで単気筒エンジンのヤマハが苦戦を強いられるようになると、オリビエはロードバイクFZ750用の並列四気筒エンジンを搭載するテスト車を試作してヤマハ本社を説得し、1986年のパリダカでFZ750テレネを自ら運転した。そうした執念が実を結び、1990年に待望の二気筒エンジンのYZE750Tスーパーテネレが登場すると、フランス国内選手権からスカウトしたステファン・ペテランセルが1991年以降6度のパリダカ優勝を果たした。オリビエは1988年にライダーとしての参戦を終え、ソノート・ヤマハ改めヤマハモーター・フランス (YMF) の社長に就任したが、1995年と1996年はXTZ850Rに乗り再びパリダカに出場した。
1998年をもってヤマハはパリダカから撤退するが、その後もオリビエはラリーレイドへの情熱を持ち続け、2004年には二輪駆動マシンWR450F 2-Tracでの参戦という形でそれを実現させた。ソノート時代より45年間勤めた会社を2010年に退社したが、その後もパリダカの経験者として、あるいは現役で様々な形でパリダカに関わる人物として活動を続けた。
2013年1月12日土曜日、フランス北部のワンクール (Wancourt) あたりの高速道路A1を四駆自動車で走行していたところ、（対向車線を走っていた）トラックが中央分離帯を乗り越えて突っ込んできて衝突し、オリビエは命を落とした。その突然の死に、ヤマハ・フランス、日本のヤマハの関係者、フランスのラリーファンやバイク愛好者に大きな衝撃が走った。フランスの老舗の新聞「Le Figaro（ル・フィガロ）」もその死を悼む記事を掲載した。